# Alhões
Alhões é uma povoação portuguesa do Município de Cinfães que foi sede da extinta Freguesia de Alhões, freguesia que tinha 11,47 km² de área e 196 habitantes (2011), e, por isso, uma densidade populacional de 17,1 hab/km².
A Freguesia de Alhões foi extinta em 2013, no âmbito de uma reforma administrativa nacional, tendo sido agregada às freguesias de Bustelo, Gralheira e Ramires, para formar uma nova freguesia denominada União das Freguesias de Alhões, Bustelo, Gralheira e Ramires com a sede em Bustelo.
Alhões fez parte do antigo concelho de Ferreiros de Tendais, extinto por em 24 de Outubro de 1855, data em que passou a integrar o concelho (atual município) de Cinfães.

## População
| População da freguesia de Alhões | População da freguesia de Alhões | População da freguesia de Alhões | População da freguesia de Alhões | População da freguesia de Alhões | População da freguesia de Alhões | População da freguesia de Alhões | População da freguesia de Alhões | População da freguesia de Alhões | População da freguesia de Alhões | População da freguesia de Alhões | População da freguesia de Alhões | População da freguesia de Alhões | População da freguesia de Alhões | População da freguesia de Alhões |
| -------------------------------- | -------------------------------- | -------------------------------- | -------------------------------- | -------------------------------- | -------------------------------- | -------------------------------- | -------------------------------- | -------------------------------- | -------------------------------- | -------------------------------- | -------------------------------- | -------------------------------- | -------------------------------- | -------------------------------- |
| 1864                             | 1878                             | 1890                             | 1900                             | 1911                             | 1920                             | 1930                             | 1940                             | 1950                             | 1960                             | 1970                             | 1981                             | 1991                             | 2001                             | 2011                             |
| 267                              | 298                              | 301                              | 323                              | 311                              | 371                              | 411                              | 387                              | 415                              | 434                              | 347                              | 359                              | 350                              | 284                              | 196                              |